# Зорька (Глусский район)
Зо́рька (бел. Зорка) — деревня в составе Славковичского сельсовета Глусского района Могилёвской области Республики Беларусь.

## Население
- 1999 год — 77 человек
- 2010 год — 32 человека